# SAM Coupé
El SAM, (a veces llamado, incorrectamente, Spectrum Advanced Machine) fue un ordenador doméstico desarrollado y comercializado a partir de 1989 por Miles Gordon Technology, basado en el Sinclair ZX Spectrum. Se comercializó bajo los nombres de SAM Coupé y SAM Élite. En España fue distribuido por LSB tras varias negociaciones con casas como Dro, Proein o Erbe.

## Características
Trabajaba con un microprocesador Z80B, a 6 MHz. Los primeros modelos comercializados contaban con 256 kB de RAM, ampliable en la placa base a 512 kB, y a los que se podía añadir un suplemento externo de 4 megas. 
Los gráficos estaban manejados por un chip Motorola MC 1377P Video Chip, con el ASIC sirviendo como procesador gráfico, con una resolución máxima de 512×192 y paleta de 128 colores. Para el sonido disponía de otro chip, el Philips SAA1099 Synthesizer, con 6 canales de sonido de 8 octavas.
Estaba inicialmente preparado para trabajar con casetes como unidad de almacenamiento, pero la carcasa incluía una unidad de disquete. El BASIC incluido (SAM BASIC) era muy avanzado y estaba preparado para trabajar con sprites y vectores.
Estaba provisto de cuatro modos gráficos:
- Modo 4 — 256×192, 4 bits per pixel (16 colores).
- Modo 3 — 512×192, 2 bits per pixel (4 colores).
- Modo 2 — 256×192, 1 bit per pixel, celdillas de 1×8 píxeles.
- Modo 1 — 256×192, o modo Spectrum, celdillas de 8×8 píxeles.

## Historia
Los derechos de este ordenador pasaron por las manos de tres  compañías diferentes. En conjunto se estima que se vendieron cerca de 12.000 máquinas SAM Coupé y SAM Élite en total.

### Miles Gordon Technology, plc.
MGT, Miles Gordon Technology, plc., compañía que inicialmente se dedicaba al diseño y fabricación de periféricos para el ZX Spectrum, como p.ej. el DISCiPLE y el Plus D, lanzó el SAM Coupé a finales de 1989, aunque empezó a ser publicitada al menos desde abril del mismo año. Para entonces el mercado se estaba orientando hacia las máquinas de 16-bit y el PC, consiguiendo vender sólo 8.000 máquinas durante los primeros meses, muy por debajo de lo que la empresa había esperado, que además a principios de 1990 tuvo que producir una nueva ROM para los ya propietarios de un SAM, corrigiendo algunos de los numerosos bugs en el sistema operativo que presentaba la primera versión comercializada. MGT entró en bancarrota poco después, en junio de 1990.

### SAM Computers Ltd.
Inmediatamente después del colapso de MGT, los fundadores de la compañía, Alan Miles y Bruce Gordon, formaron SAM Computers Ltd., retomando la comercialización del SAM. Para ganar en competitividad, el precio de un SAM Coupé con disquetera incluida fue situado por dejado de las 200 libras y se produjeron nuevo software y hardware. SAM Computers Ldt. sobrevivió hasta el 15 de julio de 1992.

### West Coast Computers
El stock existente de SAM Computers Ltd. fue adquirido por West Coast Computers en noviembre de 1992, quien pasó a comercializar el ordenador con el nombre de SAM Élite. Los principales cambios fueron la RAM, que era de serie de 512 KB, el añadido de un conector externo de impresora. y la sustitución de la disquetera, que hasta ese momento era de la marca Citizen, por otra. La empresa, que tenía su base de operaciones en Gloucester, cerró en agosto de 1994.
Pese a la desaparición de la máquina del mercado comercial, alguna de las publicaciones dedicadas a la misma, como Format Publications, continuaron su existencia hasta 1998.